# 연습곡

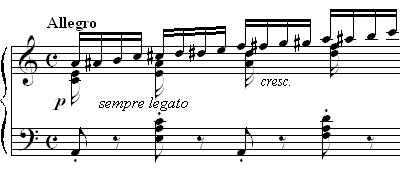
프레데리크 쇼팽의 연습곡 Op. 10, 2번. 오른손으로 빠른 속도로 올라가는 반음계를 연습함으로써 오른 손의 손가락들을 고르게 단련시킬 수 있다. 대부분의 연습곡은 특정 테크닉을 개발하기 위한 목표를 가지고 쓰여졌다.

연습곡(練習曲, 프랑스어: étude 에튀드[*])은 독주 악기의 연습을 위해 작곡된 작품이다.
일반적으로 음계, 분산화음, 트리오, 옥타브 등 특수한 테크닉의 완성을 목적으로 쓰여, 17-18세기의 전주곡이나 토카타풍을 닮은 것으로 생각된다. 형식은 3부형식으로 된 것이 대부분이다. 클레멘티의 《그라두스 아드 파르나숨》(1817)은 에튀드의 선구적 존재이다.
프레데리크 쇼팽은 27곡의 연습곡을 작곡하였는데, 연습곡 작품번호 25의 6은 평행 화성 3도 연습을 위하여, 작품번호 25의 7은 폴리포니 멜로디에서의 가락을 살리는 연습을 위하여, 작품번호 25의 10은 평행 옥타브의 연습을 위하여 쓰여졌다. 그러나 연습곡도 하나의 완전한 곡이며 음악적인 아름다움을 가지고 있어 연주회에서 많이 연주된다.

## 주요 연습곡

### 피아노
- 클로드 드뷔시 - 연습곡
- 프레데리크 쇼팽 - 연습곡 작품번호 10, 25
- 프란츠 리스트 - 파가니니에 의한 대연습곡, 초절기교 연습곡, 2개의 연주회용 연습곡, 3개의 연주회용 연습곡
- 로베르트 슈만 - 교향적 연습곡
- 죄르지 리게티 - 연습곡(전 3권)
- 세르게이 라흐마니노프 - 그림풍 연습곡
- 알렉산드르 스크랴빈 - 작품번호 2-1, 8, 12, 49-1, 56-4, 65
- 존 케이지 - 남극 연습곡
- 올리비에 메시앙 - 4개의 리듬 연습곡
- 펠릭스 멘델스존 - 3개의 연습곡 작품번호 104b
- 샤를 알캉 - 작품번호 16, 17, 27, 35, 39, 76
- 베르드지흐 스메타나 - 바닷가에서 작품번호 17
- 카미유 생상스 - 작품번호 52, 111, 135
- 카를 타우지히 - 작품번호 1b, 6
- 에드워드 맥도웰 - 작품번호 36, 39, 46
- 세르게이 랴푸노프 - 12개의 초월기교 연습곡
- 벨러 버르토크 - 3개의 연습곡 작품번호 18
- 카롤 시마노프스키 - 작품번호 4, 12, 33
- 안톤 아렌스키 - 작품번호 74
- 월링포드 리에거 - 작은 연습곡 작품번호 62
- 세르게이 프로코피예프 - 4개의 연습곡 작품번호 2
- 이고르 스트라빈스키 - 작품번호 7
- 슈테펜 헬러 - 작품번호 16, 45~47, 125, 127, 154
- 카를 라이네케 - 작품번호 121
- 루이 파랑크(Louise Farrenc) - 작품번호 26, 41, 42, 50

### 피아노 이외
- 에이토르 빌라로부스 - 12개의 연습곡(클래식 기타)
- 루돌프 크로이처 - 42개의 연습곡(바이올린)
- 다비트 포퍼 - 고급 첼로 연습곡 작품번호 73(첼로)
- 바실리 브란트 - 34개의 연습곡(트럼펫)
- 다리우스 미요 - 작품번호 63(피아노 협주곡), 작품번호 442(현악 사중주)
- 알베르토 히나스테라 - 작품번호 35(관현악곡)

## 같이 보기
- 인벤션